# Leo Reinisch

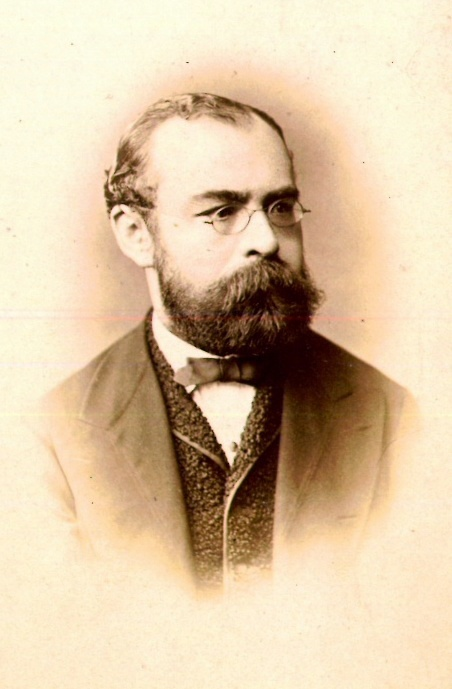
Leo Simon Reinisch, 1874

Leo Simon Reinisch, auch Simon Leo Reinisch, später nur mehr Leo Reinisch (* 26. Oktober 1832 in Osterwitz; † 24. Dezember 1919 in Maria Lankowitz) war ein österreichischer Sprachforscher, Ägyptologe, Afrikanist, Pionier der Mexikanistik sowie auch Universitätslehrer.
Reinisch studierte von 1854 bis 1858 Geschichte, klassische Philologie, Sanskrit, Hebräisch, Arabisch und Koptisch an der Universität Wien. Im Jahr 1859 wurde er an der Universität Tübingen zum Dr. phil. promoviert. An der Universität Wien war er ab 1861 Privatdozent, ab 1868 außerordentlicher Professor und ab 1873 ordentlicher Universitätsprofessor. Er erforschte im Besonderen die Sprachen der Völker von Nordostafrika und gilt als Begründer der Ägyptologie und Afrikanistik in Österreich. 1884 wurde er wirkliches Mitglied der Österreichischen Akademie der Wissenschaften. 1896/97 war er Rektor der Universität Wien.
Im Jahr 1935 wurde in Wien-Döbling (19. Bezirk) die Reinischgasse nach ihm benannt.

## Leben

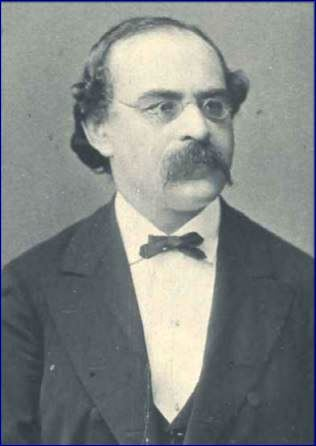
Leo Reinisch 1878

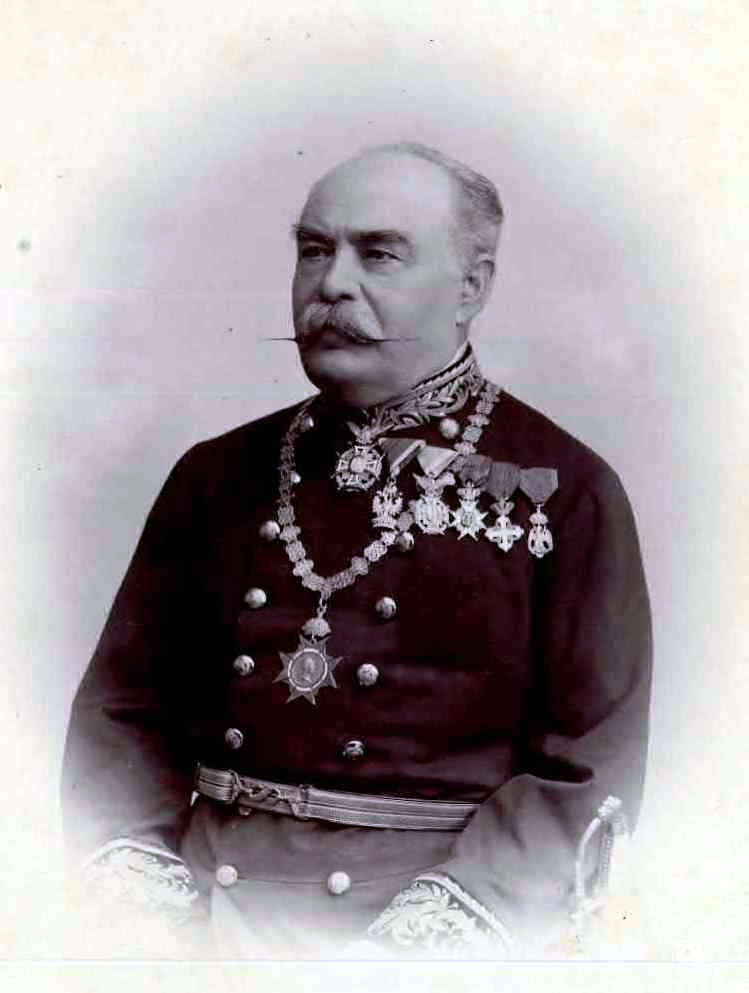
Leo Simon Reinisch, 1896, als Rektor der Universität Wien (mit Rektorskette).
Die Orden an seiner Brust:
Guadalupe Offizier, von Kaiser Maximilian
Eiserne Krone, Österreich, (unbekannt),
Wasa-Orden, Schweden
Mauritius & Lazarus-Orden, Italien
Adlerorden, von Kaiser Maximilian

### Kindheit, Jugend, erstes wissenschaftliches Wirken
Leo Simon Reinisch wurde am 26. Oktober 1832 als fünftes von neun Kindern auf dem einschichtig gelegenen kleinen Bergbauernhof „Schoberhof“ in Osterwitz geboren. Da er schon als Kind als besonders wissbegierig galt, hatten ihn seine Eltern zum Priester bestimmt (für armer Leute Kind war dies die einzige Möglichkeit, ein Studium zu absolvieren). So kam er nach Abschluss der einklassigen Volksschule in Osterwitz mit 14 Jahren in das kirchliche Gymnasium nach Graz, wo er wegen seiner sprachlichen Begabung sofort auffiel. Einer seiner damaligen Lehrer, der spätere Dichter Robert Hamerling, bescheinigte ihm: „vorzüglich in exakter Übersetzung, korrektem Ausdruck und genauer Kenntnis der Grammatik“.
Nach der Matura studierte Leo Simon Reinisch orientalische Sprachen an der Universität Wien und promovierte 1859 an der Universität Tübingen mit der Doktorarbeit „Über den Namen Ägyptens bei den Semiten und Griechen“. 1861 habilitierte er sich als Privatdozent für das damals sehr ungewöhnliche und seltene Fach „Geschichte des Orients mit Einschluss Ägyptens“ an der Universität Wien.
Neben seiner Lehr- und Forschungstätigkeit in Wien übernahm Leo Simon Reinisch die Bearbeitung und Publikation der Sammlung bedeutender ägyptischer Altertümer, die Erzherzog Maximilian 1855 von einer großen Orientreise mitgebracht hatte. Die 1865 daraus resultierende Veröffentlichung „Die ägyptischen Denkmäler in Miramar“ brachte ihm die „Goldene Medaille für Kunst und Wissenschaft“ und den Auftrag des Erzherzogs, dem nunmehrigen Kaiser Maximilian von Mexiko, im archäologischen Museum in Mexiko eine ägyptische Abteilung aufzubauen. Leo Simon Reinisch unternahm dazu 1865/66 eine ausgedehnte Ägyptenreise, auf der er viele neue Erkenntnisse gewann und bei der ihm auch ein sensationeller Fund, die Inschrift von Tanis, gelang.

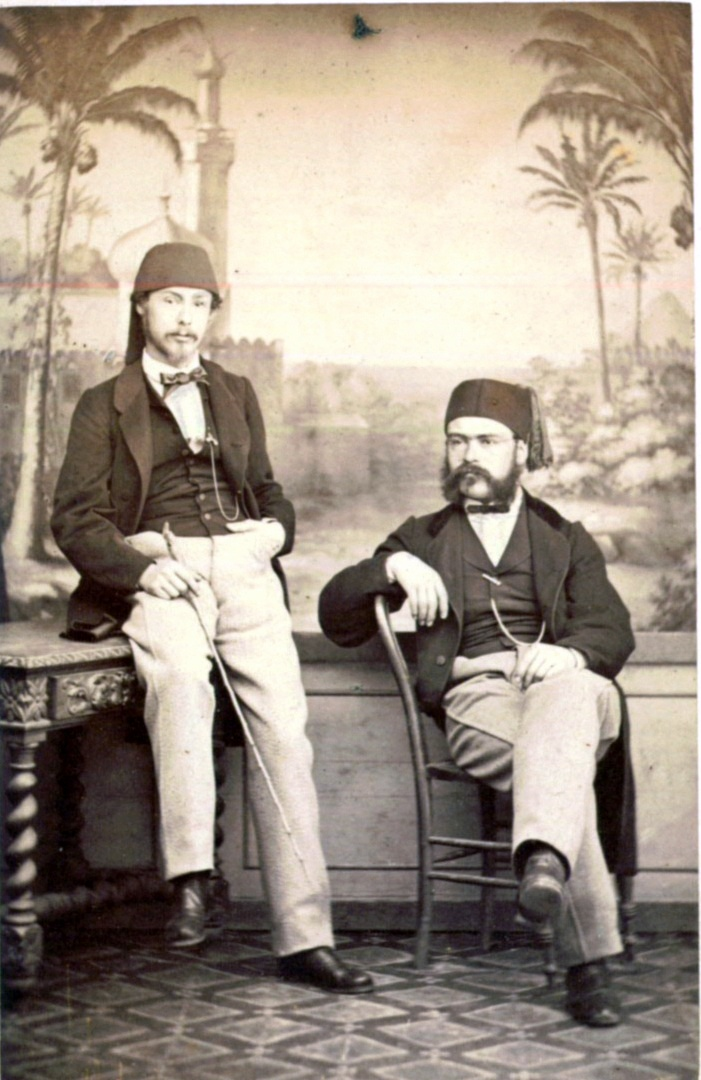
Leo Simon Reinisch (rechts) mit Robert Roesler (links), 15. Jänner 1866 in Kairo

### Die Inschrift von Tanis
Gemeinsam mit dem bekannten Berliner Ägyptologen Karl Richard Lepsius entdeckte Leo Simon Reinisch 1866 in Tanis die für die Ägyptologie eminent wichtige „Inschrift von Tanis“. Es handelt sich dabei um eine dreisprachige Inschrift, die auf hieroglyphisch, demotisch und griechisch zu Ehren des Ptolemaios III. (Ptolemäus Euergetes) von den in Kanopus versammelten Priestern abgefasst worden war (Kanopus-Dekret). Neben dem wissenschaftlichen Wert war mit diesem Fund ein handfester wissenschaftsgeschichtlicher Streit um die Urheberschaft der Entdeckung verbunden.

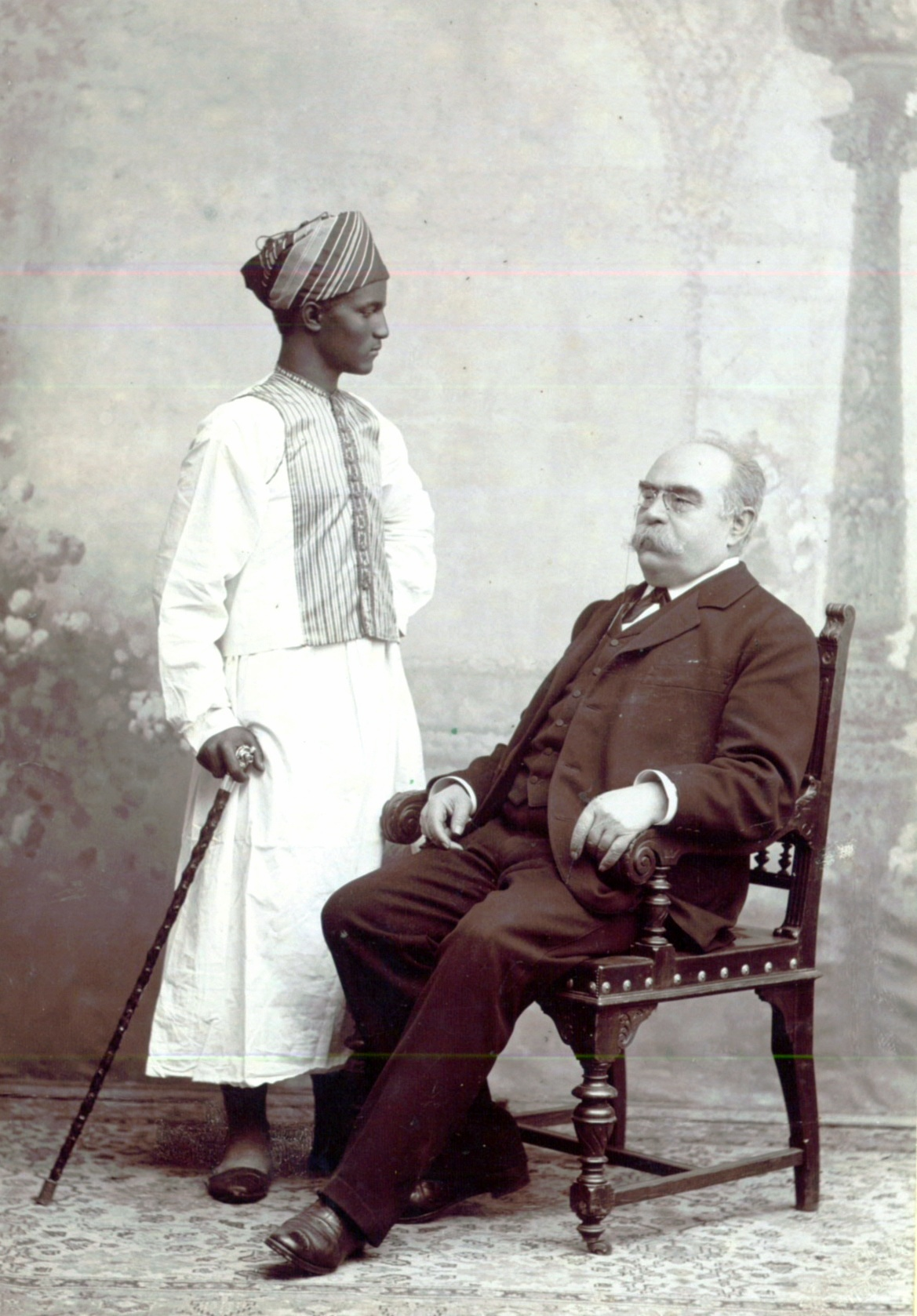
Leo Simon Reinisch mit seinem Diener Jusuf, einem ehemaligen Sklaven

Leo Simon Reinisch und sein Mitarbeiter Roesler fassten die erste Publikation der Inschrift durch Lepsius unter dem Titel „Entdeckung eines bilinguen Dekretes durch Lepsius“ als Affront auf, da ihre Rolle bei der Entdeckung als Nebensache abgetan wurde. Sie monierten, dass „das Ich des Herrn Prof. Lepsius bereits stärker hervortrat, als es sich mit den Rechten Anderer verträgt“; in ihrer Veröffentlichung „Die zweisprachige Inschrift von Tanis zum ersten Male herausgegeben und übersetzt“ schilderten sie ihre durchaus überzeugende Sichtweise der Fundumstände und unterstellten Lepsius diesbezüglich „eine kleine Gedächtnisschwäche“. Es sei Leo Simon Reinisch gewesen, der auf den Stein in den Trümmern von Tanis aufmerksam geworden sei und ihn mit einem zuvor in Port Said erhaltenen Tipp betreffs einer griechischen Inschrift in Verbindung brachte.
Weder Lepsius noch Leo Simon Reinisch und Roesler haben allerdings bemerkt, dass die Stele auch eine demotische Inschrift enthielt; diese war zum Zeitpunkt der Auffindung noch durch Schutt verdeckt und wurde erst später, nach dem vollständigen Ausgraben des Steins, entdeckt (die Veröffentlichungen von Lepsius und Leo Simon Reinisch sprechen daher nur von einer „zweisprachigen Inschrift“).

### Weiteres wissenschaftliches Wirken
1866 folgte Leo Simon Reinisch Kaiser Maximilian als dessen Geheimsekretär nach Mexiko nach und begann dort – überwiegend auf eigene Kosten –, sprachkundliche Materialien zu sammeln und indianische Sprachen zu erforschen; trotz starker – politisch und wirtschaftlich bedingter – Behinderung seiner Forschungen konnte er Hervorragendes leisten und er wird daher den großen Pionieren der mexikanischen Linguistik und Historie beigeordnet. Nach dem bitteren Ende des Kaisers 1867 musste Reinisch Mexiko verlassen, und obwohl er den Großteil seiner umfangreichen Sammlungen nach Österreich verbringen konnte, blieb sein Vorhaben, ein großes Dokumentarwerk zu altindianischen Sprachen zu verfassen, nicht zuletzt auch wegen mangelnder Unterstützung durch Institutionen und Behörden in der Heimat, unverwirklicht. Ein Teil seiner Sammlungen gelangte in den 1870er- und 1880er-Jahren nach Frankreich, wo in Paris in der Bibliothèque Nationale im Fonds Mexicain auch heute noch ein Manuskript unter dem Namen „Mapa Reinisch“ aufbewahrt wird.
Leo Simon Reinisch wirkte ab 1868 als außerordentlicher und ab 1873 als ordentlicher Professor für ägyptische Sprache und Altertumskunde an der Universität Wien. Im gleichen Jahr erschien auch sein programmatisches Werk „Der einheitliche Ursprung der Sprachen in der Alten Welt“, das ihm höchste Anerkennung brachte. 1884 wurde er zum Mitglied der Kaiserlichen Akademie der Wissenschaften, 1896 zum Rektor der Wiener Universität gewählt. In seiner Rektoratszeit wurde die gesetzliche Grundlage geschaffen, erstmals auch Frauen als ordentliche Hörerinnen an den philosophischen Fakultäten der österreichischen Universitäten zuzulassen.
Die Heranziehung afrikanischer Sprachen in seinen umfassenden Sprachvergleichen führte Leo Simon Reinisch auch zu einer Jahrzehnte währenden Beschäftigung mit nordostafrikanischen Sprachen, vor allem dem Kuschitischen. Zwei große linguistische Forschungsreisen 1875/76 und 1879/80 nach Afrika brachten neue Erkenntnisse und eine Vielzahl von Veröffentlichungen zu etwa 20 verschiedenen Sprachen und Dialekten. Leo Simon Reinischs Meisterschaft, fremde Sprachen zu durchdringen und aus dem grammatikalischen Gefüge sprachgeschichtliche Folgen abzulesen, verschaffte ihm schon zu Lebzeiten weltweite Anerkennung; er wird auch heute noch als „Vater der Afrikanistik“ in allen einschlägigen Werken erwähnt.
Nachdem Leo Simon Reinisch 1897 seinen Bergbauernhof „Reinischhof“ (ehem. „Schwaigwirt“) in Sommereben bei Stainz verkauft hatte, verbrachte er seine letzten Lebensjahre überwiegend in Maria Lankowitz, wo er am 24. Dezember 1919 87-jährig starb. Am örtlichen Friedhof fand er die letzte Ruhestätte, seine Grabtafel an der Kirchenmauer erinnert noch heute an ihn.

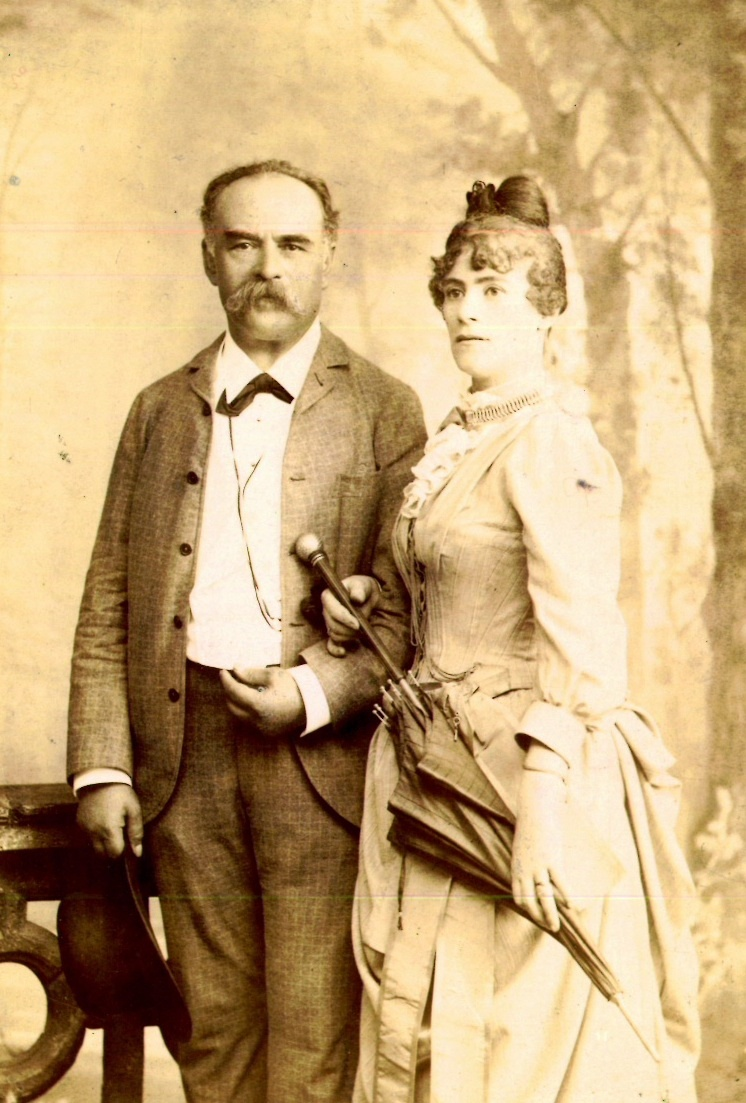
Leo Reinisch mit seiner ersten Frau Luise, 1887
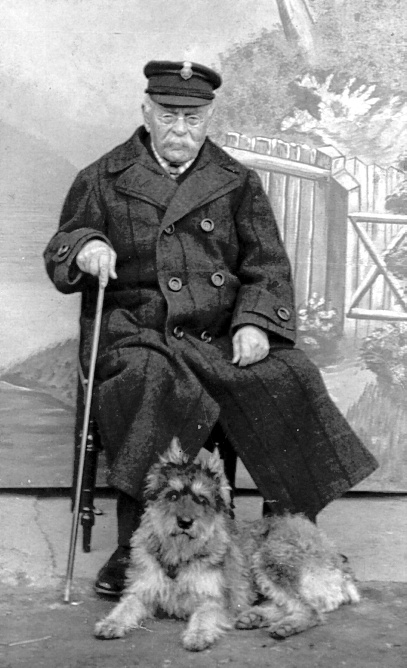
Leo Simon Reinisch im Alter
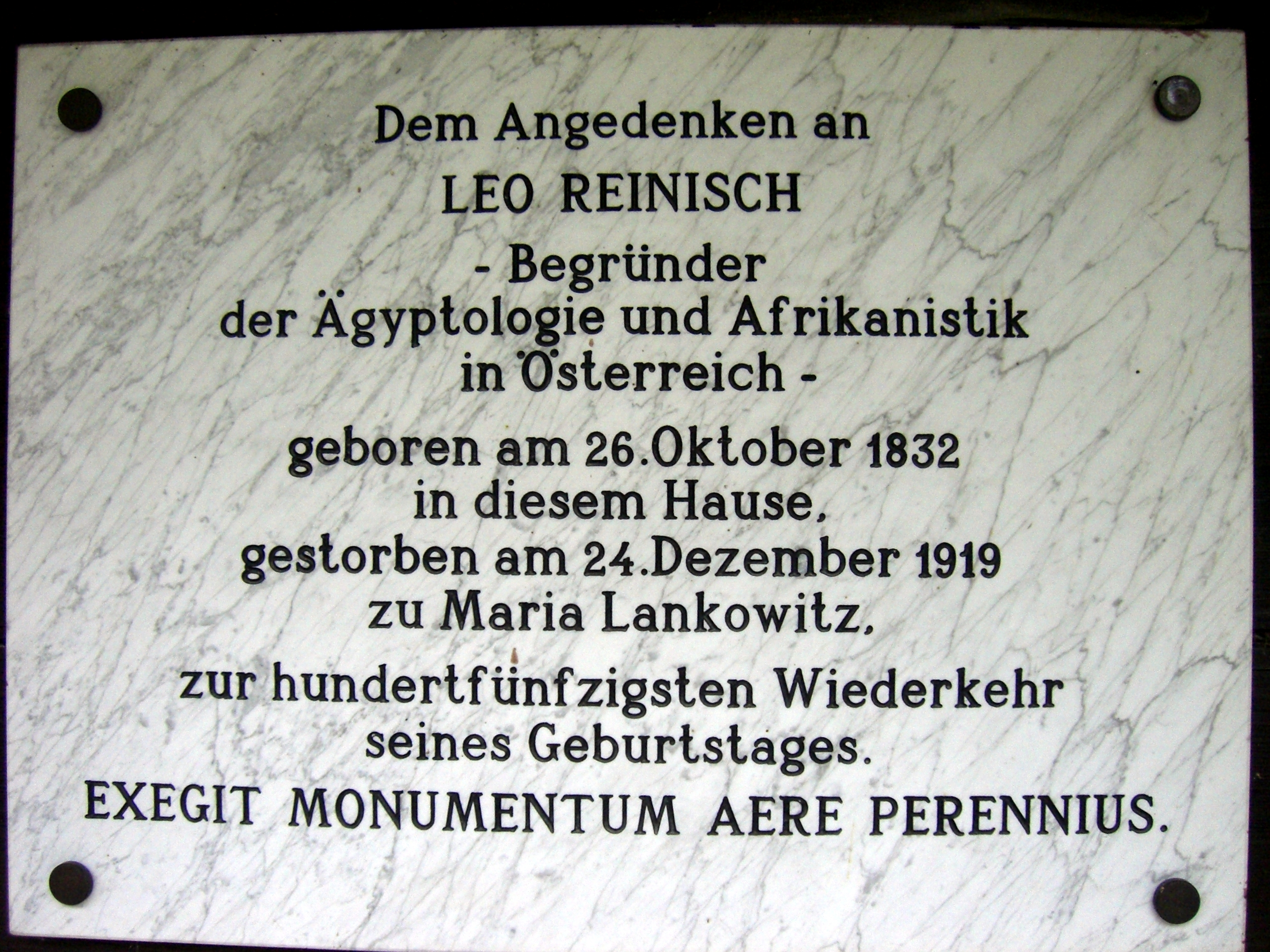
Gedenktafel an Leo Simon Reinisch an seinem Geburtshaus in Osterwitz
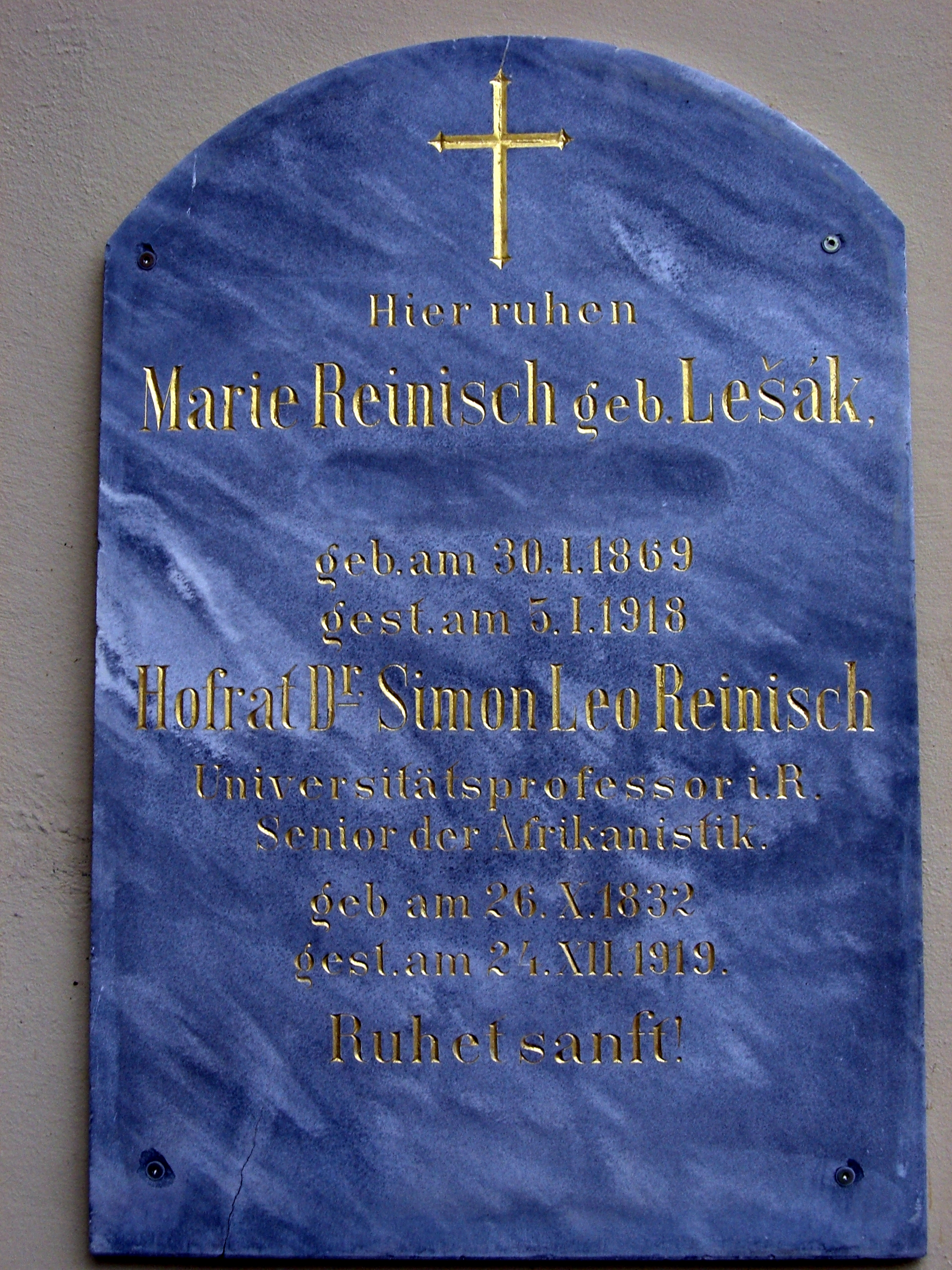
Leo Simon Reinisch Grabtafel an der Kirchenmauer von Maria Lankowitz
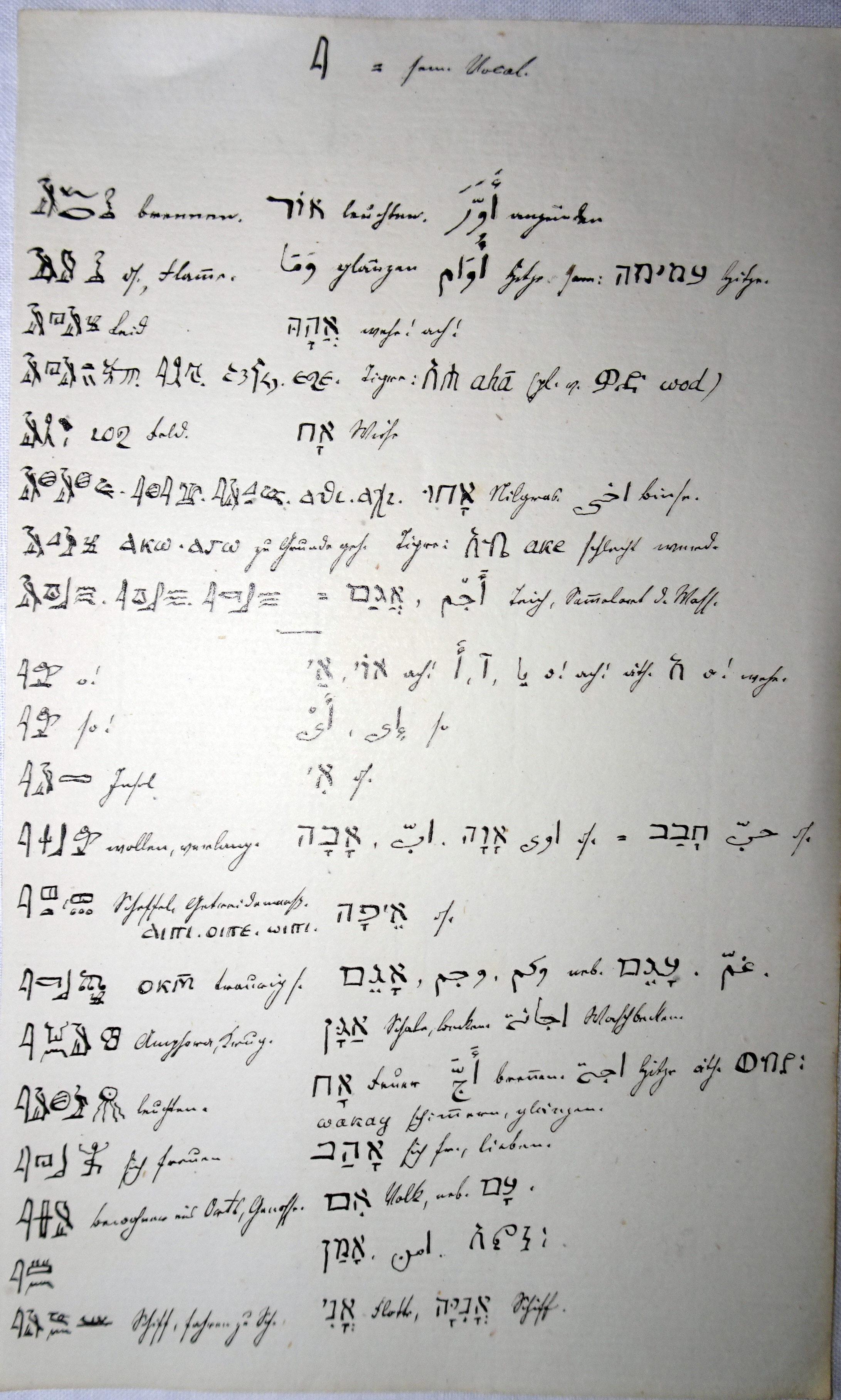
Leo Reinisch Handschriftliche Studien zu Hieroglyphen
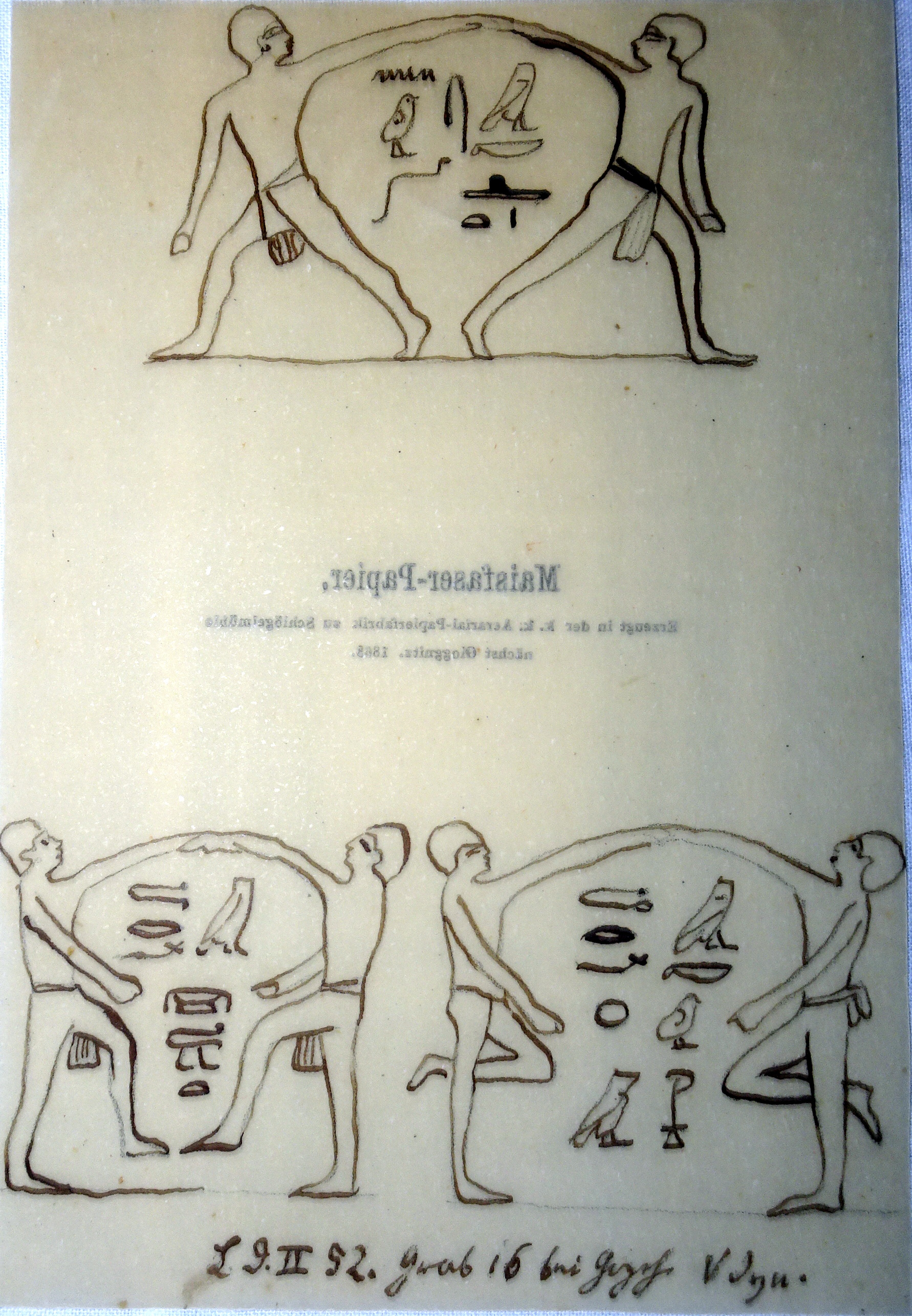
Leo Reinisch Handschriftliche Studien zu Hieroglyphen in einem ägyptischen Königsgrab 1
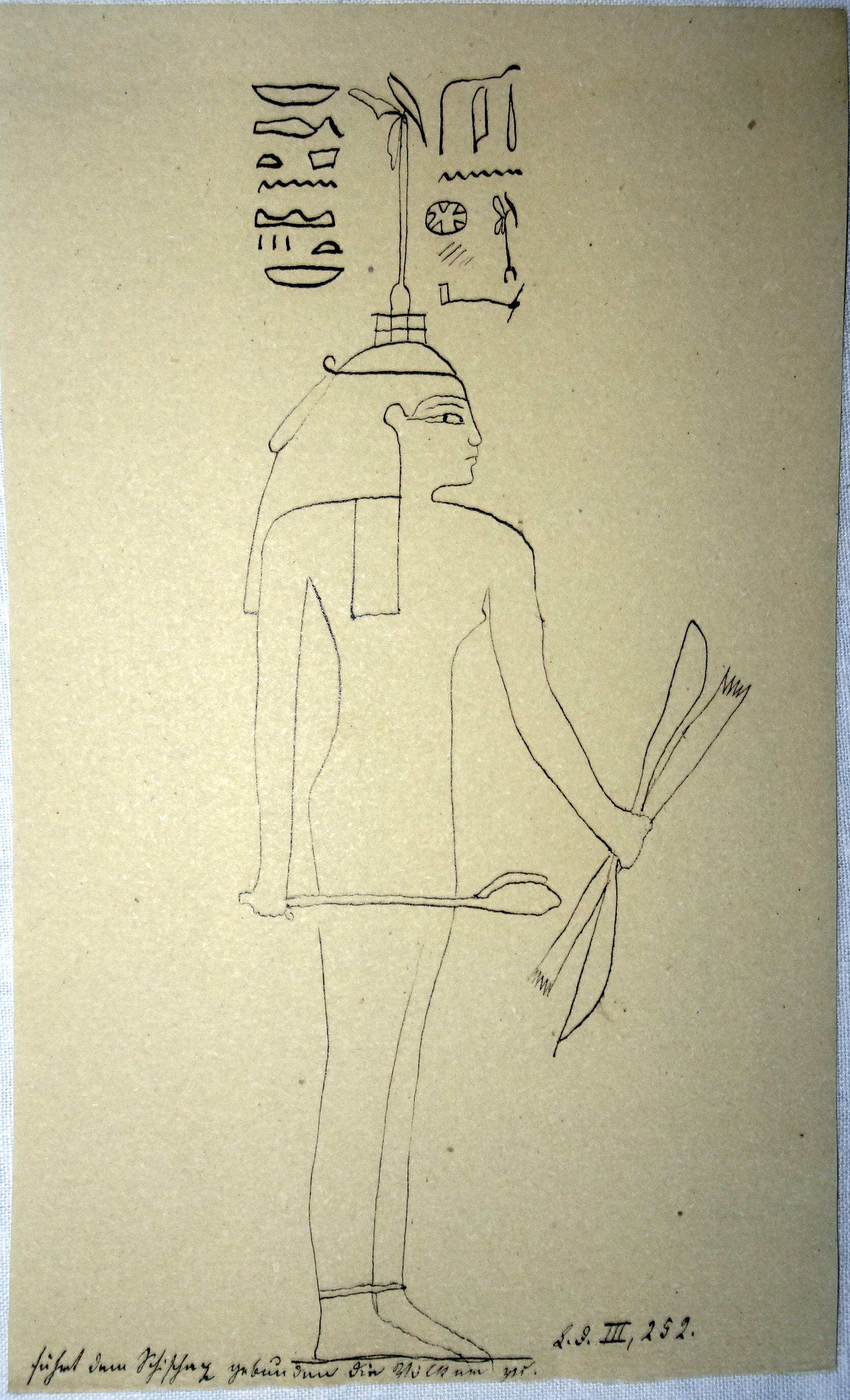
Leo Reinisch Handschriftliche Studien zu Hieroglyphen in einem ägyptischen Königsgrab 2
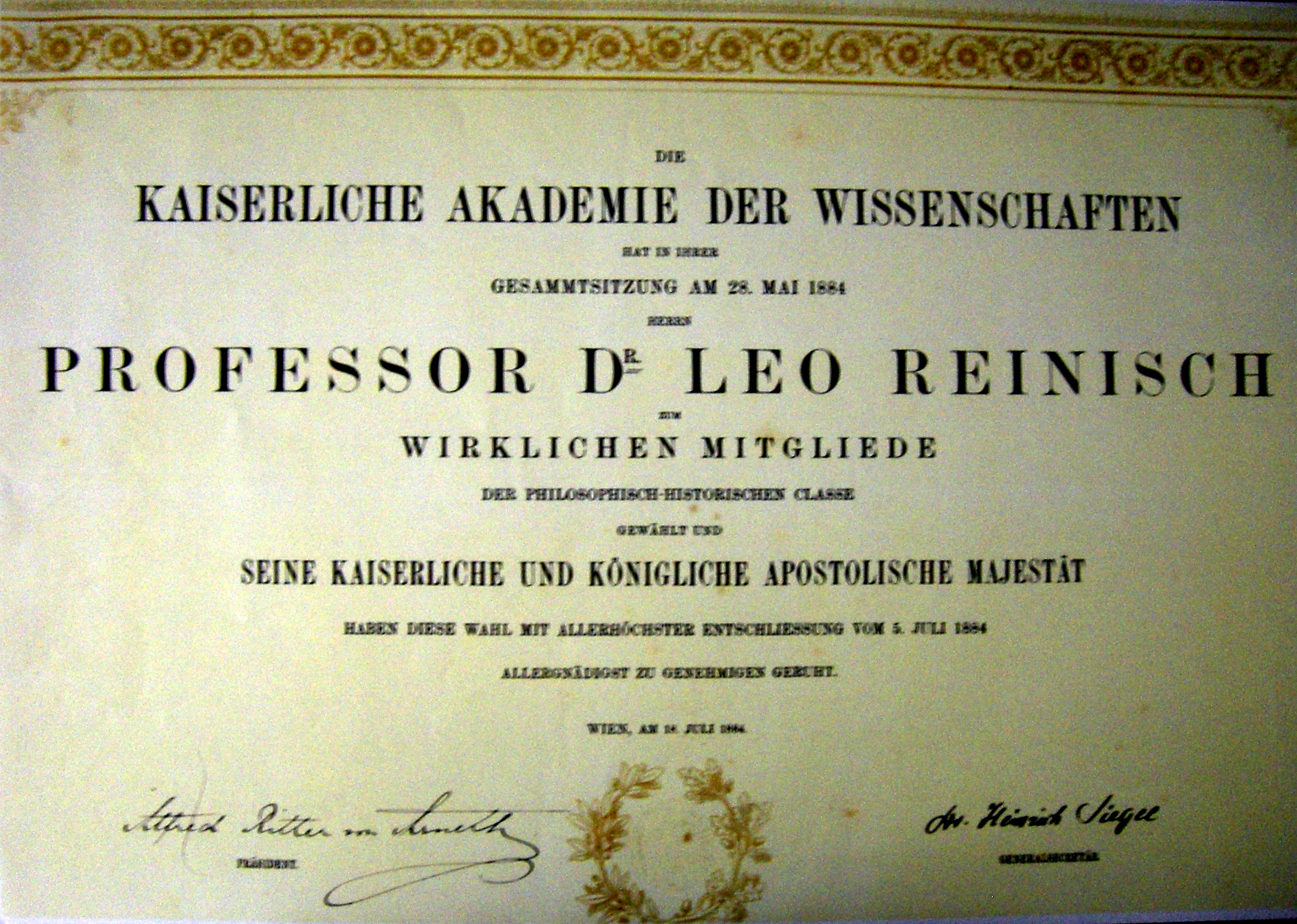
Aufnahmeurkunde von Leo Simon Reinisch in die Akademie der Wissenschaften in Wien

Der 150. Geburtstag des noch immer weltweit bekannten Gelehrten war Anlass, ihn mit einem internationalen „Leo Simon Reinisch-Symposium“ vom 22. bis 25. Oktober 1982 in Wien zu würdigen. Dabei wurde am 24. Oktober im Beisein von 24 Wissenschaftlern aus aller Welt an seinem Geburtshaus, dem Schoberhof in Osterwitz, eine Gedenktafel (siehe Foto) mit folgender Inschrift enthüllt:
Dem Angedenken an

LEO REINISCH

– Begründer

der Ägyptologie und Afrikanistik

in Österreich –

geboren am 26. Oktober 1832

in diesem Hause,

gestorben am 24. Dezember 1919

zu Maria Lankowitz,

zur hundertfünfzigsten Wiederkehr

seines Geburtstages.

EXEGIT MONUMENTUM AERE PERENNIUS.
Das, hier geringfügig abgewandelte, lateinische Zitat des römischen Dichters Horaz lautet in deutscher Übersetzung: „Er hat ein Monument geschaffen, dauerhafter als Erz“.

## Ehrungen
Leo Reinisch wurde für seine wissenschaftlichen Leistungen vielfach ausgezeichnet und erhielt zeitlebens zahlreiche Orden und Ehrungen. 1879 wurde er zum korrespondierenden und 1884 zum wirklichen Mitglied der Kaiserlichen Akademie der Wissenschaften in Wien gewählt, ab 1897 wirkte er dort in der Sprachkommission für Afrikanisch, Südarabisch, Ägyptisch und Nordarabisch mit. 1893 wurde sein Name in die Ehrentafel der Philosophischen Fakultät der Universität Wien eingetragen. Nach Vollendung seiner Rektorsjahre 1898 wurde er mit dem „K.u.k. österreichisch ungarischen Ehrenzeichen für Kunst und Wissenschaft“ ausgezeichnet und 1899 wurde ihm der Titel Hofrat verliehen. Zum 70. Geburtstag im Jahr 1902 – der zugleich mit seiner Emeritierung verbunden war – erfuhr er höchste akademische Ehrungen durch namhafte Gelehrte. Zusätzlich wurde ihm von der Kaiserlichen Akademie der Wissenschaften in Wien eine zu seinen Ehren gestiftete und von Anton Scharff gestaltete Ehrenmedaille in Gold (mit Kopien in Bronze) überreicht (siehe Fotos): Die Vorderseite enthält das Brustbild des Jubilars mit den Inschriften „LEO REINISCH“ / „ANNO AETATIS LXX“, die Rückseite zeigt eine ruhende Sphinx mit der darüberliegenden Inschrift „MULTAS INVENIT LINGUAS CUM QUAERERET UNAM“ (Übersetzung: „Mit der Suche nach einer erforschte er viele Sprachen“) und einem hieroglyphischen Zitat auf ihrem Sockel, das in der Übersetzung „Die Schriften des Gottes Thot [waren] auf seiner Zunge“ lautet (das Original „zum Preise eines Hierogrammaten“ befindet sich in Kairo).

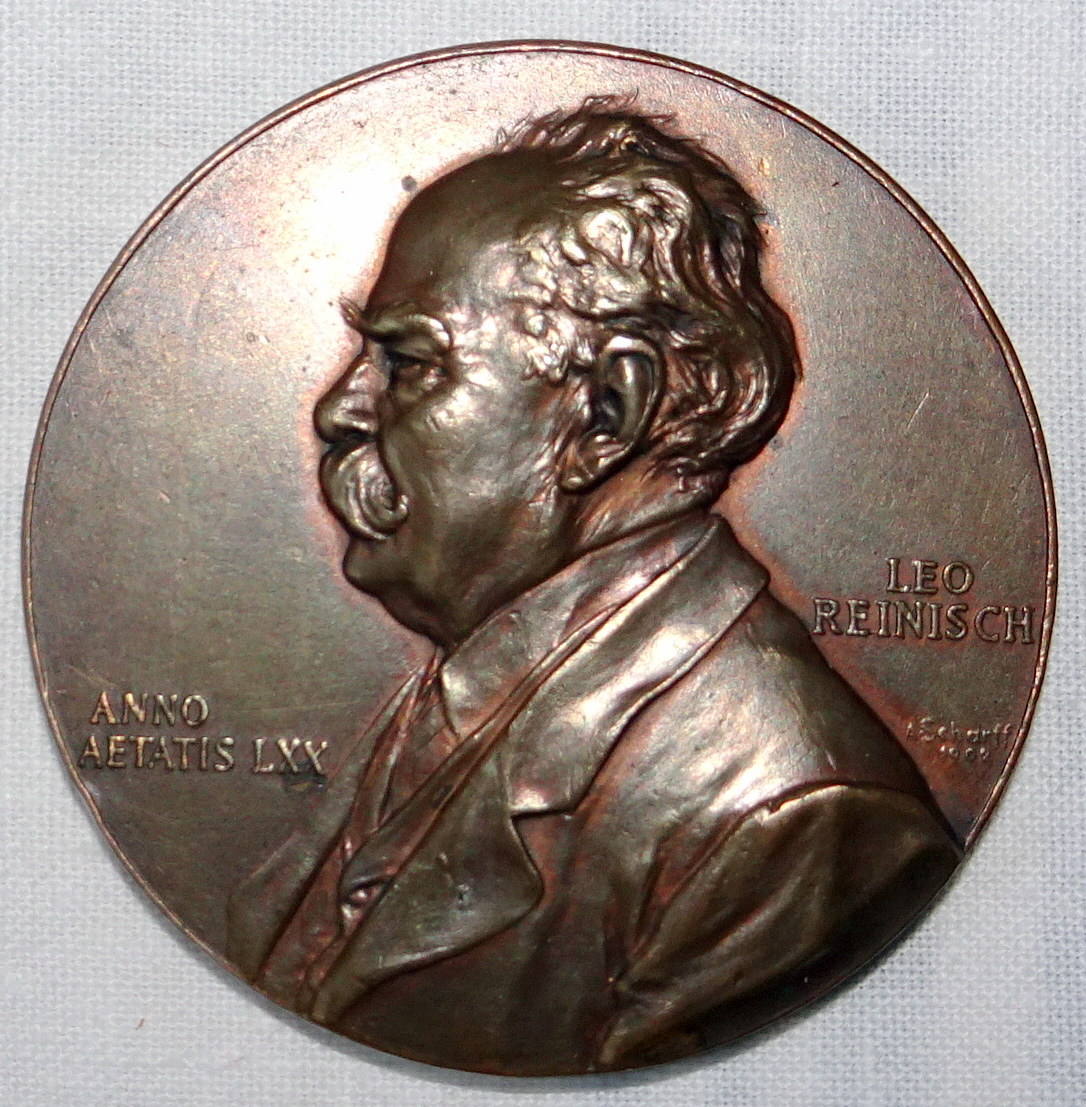
Ehrenmedaille Vorderseite
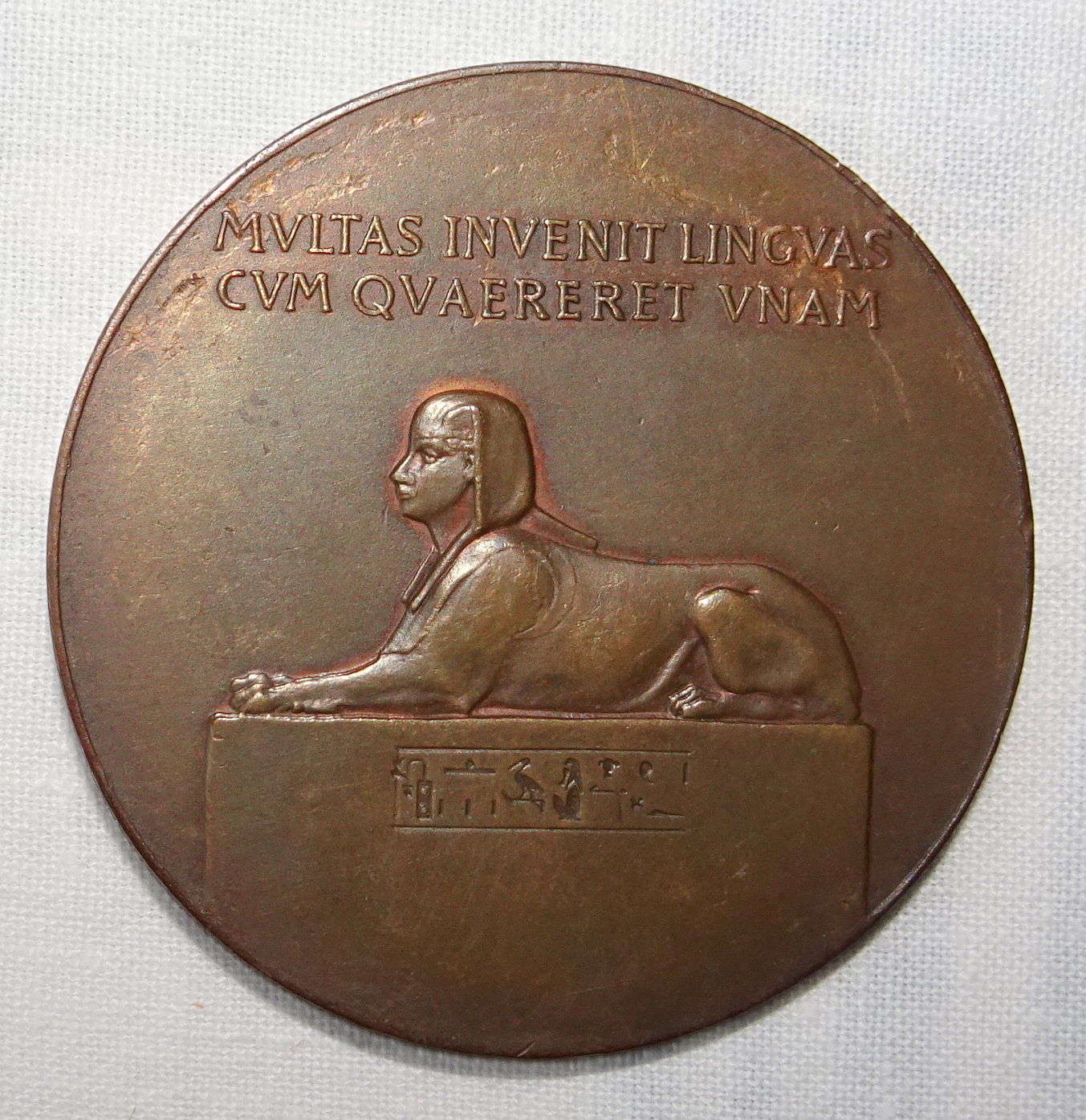
Ehrenmedaille Rückseite

1904 wurde Leo Reinisch mit dem „Komturkreuz des Franz-Joseph-Ordens mit dem Sterne“ ausgezeichnet, 1909 wurde ihm das Ehrendoktorat der Eberhard Karls Universität Tübingen verliehen und zu seinem 80. Geburtstag 1912 erhielt er von der Kaiserlichen Akademie der Wissenschaften in Wien eine auf Pergament kunstvoll gestaltete Ehrenurkunde mit folgendem Text (Quelle Originaldokument):
HOCHVEREHRTER HERR KOLLEGE!
DIE Kaiserliche Akademie der Wissenschaften naht sich Ihnen an dem heutigen Tag, an dem Sie Ihr achtzigstes Lebensjahr vollenden, um Ihnen ihren huldigenden Glückwunsch darzubringen; galt doch Ihr ganzes Streben lebenslang der Wissenschaft.
Neigung führte Sie zur Sprachforschung und ihren Geheimnissen. Von der Ägyptologie ausgehend, haben Sie sich, vor mehr als einem halben Jahrhundert durch Veröffentlichung pharaonischer Denkmäler Ihren wissenschaftlichen Ruf begründend, das bedeutsame Ziel gesteckt, das Problem der menschlichen Sprache lösen zu helfen. Als Pfadfinder der Wissenschaft setzten sie Leben und Gesundheit ein, um sich das Material selbst zu holen. So haben Sie, der Sohn der steirischen Berge, in vieljähriger schwerer, aufopfernder Forscherarbeit unter der Glut der afrikanischen Sonne den ungeheuren Stoff von nahezu zwanzig Sprachen und Dialekten aus dem Munde der Eingeborenen aufgenommen und mit bewunderungswertem Fleiße wissenschaftlich verarbeitet – wahrhaftig eine Aufgabe, deren Lösung nur von einem gottbegnadeten Lebensalter mit nie erlahmender Spannkraft erhofft werden durfte. Groß ist die Zahl Ihrer bahnbrechenden Werke, der Früchte dieser unermüdlichen, glücklichen und ruhmvollen Lebensarbeit.
Wie zuerst als Begründer der Ägyptologie in unserem Vaterlande, verehren wir in Ihnen heute den in der ganzen Welt gefeierten Meister der hamito-abessinischen Sprachwissenschaft. Aber nicht genug, haben Sie auch den heimatlichen Boden mit reicher Saat befruchtet: denn Ihrer Anregung und Energie verdankt unsere Akademie die Unternehmung weiterer gedeihlicher Forschungen in der von Ihnen eingeschlagenen linguistischen Richtung.
Mit Stolz blickt die Kaiserliche Akademie auf Sie und zählt Sie, der Sie auch stets mit Freimut für die Förderung ihrer Interessen eingetreten sind, seit mehr als einem Menschenalter zu ihren größten Zierden.
So lassen Sie uns der innigen Freude Ausdruck geben, daß es uns vergönnt ist, Sie heute an der Schwelle des neunten Dezenniums in ungebrochener geistiger und körperlicher Rüstigkeit beglückwünschen zu können. Möge Ihre Schaffenskraft noch auf lange Jahre hinaus zum Ruhme der Wissenschaft erhalten bleiben!
Wien, am 26. Oktober 1912.
Die Kaiserliche Akademie der Wissenschaften:
| (Unterschrift) Eugen von Böhm-Bawerk Präsident. | (Unterschrift) Viktor von Lang Vizepräsident. |
| (Unterschrift) Friedrich Becke Generalsekretär. | (Unterschrift) Joseph von Karabacek Sekretär. |

## Schriften
- Zur Chronologie der alten Aegypter. In: Zeitschrift der Deutschen Morgenländischen Gesellschaft, Band 15. 1861. S. 251–271 (Digitalisat).
- gemeinsam mit E. Robert Roesler: Die zweisprachige Inschrift von Tanis zum ersten Male herausgegeben und übersetzt von S. Leo Reinisch und E. Robert Roesler, Wien 1866 (Digitalisat 1, Digitalisat 2).
- Der einheitliche Ursprung der Sprachen in der Alten Welt. 1873.
- Ägyptische Chrestomathie. 2 Bände, 1873/75.
- Die Afar-Sprache. 3 Bände, 1886–1887.
- Die Bilin-Sprache. 2 Bände, 1887.
- Die Sprachen von Nordost-Afrika. 3 Bände, 1874–1879.
- Die Nuba-Sprache. 2 Bände, 1879.
- Die Saho-Sprache. 2 Bände, 1890.
- Die Somali-Sprache. 2 Bände, 1900/02.